# Razak Omotoyossi
 (19 août 2025).
Le texte peut changer fréquemment, n’est peut-être pas à jour et peut manquer de recul. N’hésitez pas à participer, en veillant à citer vos sources.
Pour les articles homonymes, voir Omotoyossi.
Razak Omotoyossi est un footballeur international béninois né le 8 octobre 1985 et mort le 19 août 2025.
il a marqué l'histoire du Bénin, en devenant le deuxième meilleur buteur de la sélection nationale (21 buts, 47 sélections).

## Biographie

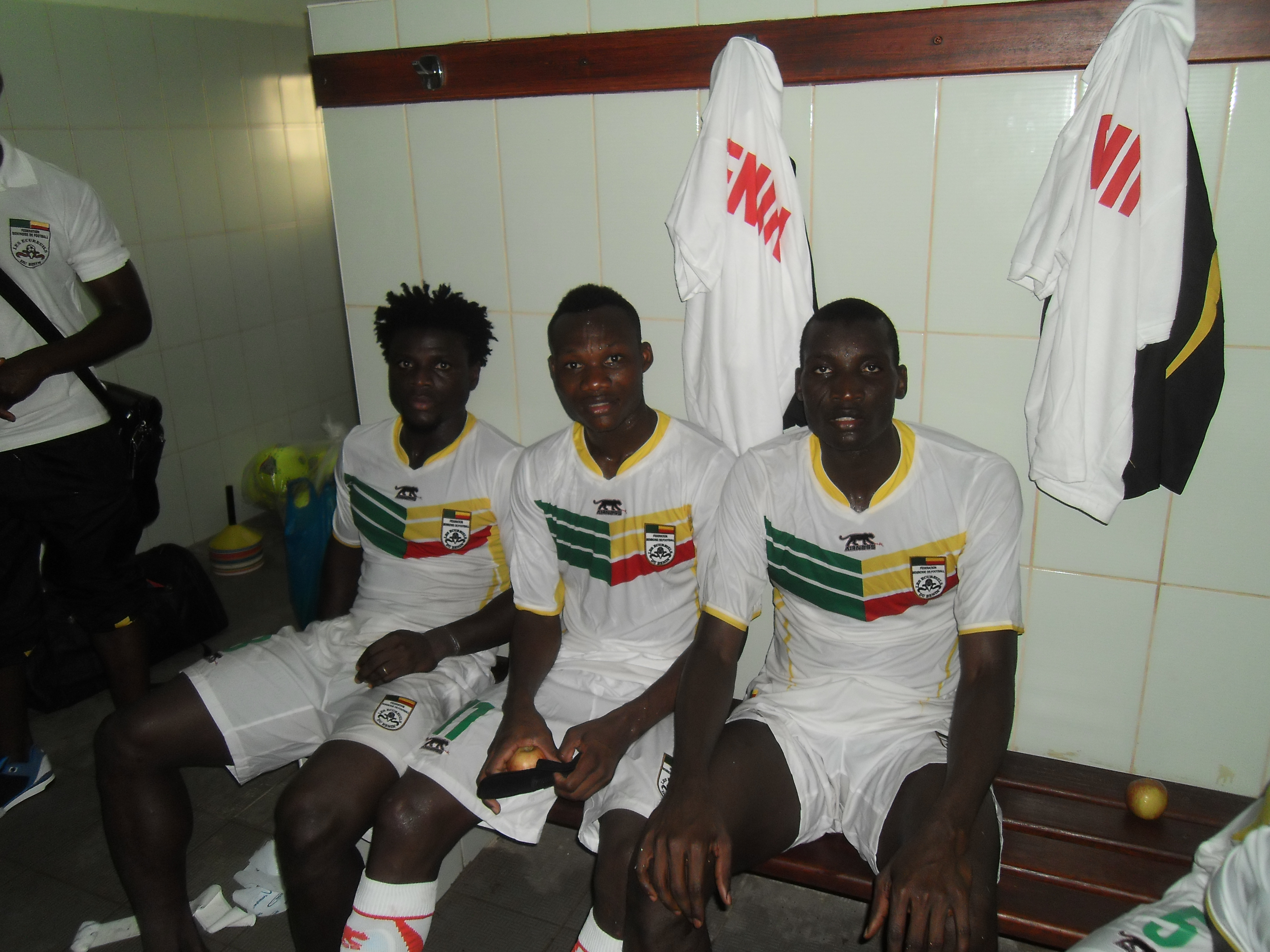
Razack Omotoyossi, Désiré Segbe Azankpo et Mohamed Aoudou.

Razak Omotoyossi naît à Lagos, dans une famille très pauvre. C'est là, dans les rues bondées de la cité nigériane, qu'il découvre le football. Quelques années plus tard, sa famille s'installe au Bénin. Là, il développe sa bonne pointe de vitesse et son sens du but tout à fait remarquables.
Il signe au FC Sheriff Tiraspol à l'issue de la Coupe du monde -20 ans 2005. Ses performances en Championnat de Moldavie suscitent rapidement l'intérêt des dirigeants suédois. Il débarque à Helsingborgs IF en janvier 2007 et forme le duo d'attaque avec le suédois Henrik Larsson. Malgré une décevante 8e place, le club atteint les 16e de finale de Coupe UEFA. À titre personnel, il finit meilleur buteur du championnat 2007 avec Marcus Berg en ayant tous les deux marqué 14 buts. 
Il participe à la CAN 2008 et marque un but contre la Côte d'Ivoire lors de la défaite du Bénin 1-4. 
De janvier à juin 2008, il inscrit la bagatelle de 21 buts toutes compétition confondues (15 en championnat, 1 en coupe, 5 en sélection), ce qui attire l'œil des recruteurs. Il est ainsi annoncé à West Bromwich Albion, Majorque ou l'Arminia Bielefeld mais il est finalement recruté par le club de Al Nasr en Arabie saoudite. Le 8 novembre 2008, il est licencié par son club.
Bien qu'ayant signé en juin 2009 avec le club du FC Metz sa venue était à prendre au conditionnel à cause de problèmes administratifs (son ancien club de Al-Nasr ne voulant pas lui donner sa lettre de sortie). Mais le FC Metz ne voulait pas en rester là et n'hésita pas à saisir la FIFA qui statua en faveur du FC Metz en fournissant le 20 juillet 2009 sa lettre de sortie internationale qui permet à la FFF d'officialiser la venue du joueur.
Le 19 février 2010, lors de la 25e journée de Ligue 2, il inscrit son tout premier but avec le FC Metz face au Dijon FCO, qui de plus donne la victoire au FC Metz puisqu'il s'agissait de l'unique but du match (1-0). Il finit la saison 2009-2010 avec seulement deux buts au compteur.
Il ne se présente pas au club à la reprise de la saison 2010-2011. Le FC Metz, lassé de ses écarts de comportement à répétition, rompt son contrat prévu à l'origine jusqu'en 2012. 
Après plus de huit mois sans club, il signe libre le 30 mars 2011 avec le club suédois de GAIS qu'il quitte fin juillet après seulement quatre mois pour le club du Syrianska FC.
Après un match seulement dans le club Syrianska FC, il signe le 24 août pour 200 000 dollars dans le club égyptien du Zamalek SC. 
Auteur de 21 buts en sélection, il est le deuxième meilleur buteur de l'histoire du football béninois.
Razak Omotoyossi meurt le 19 août 2025, à l'âge de 39 ans.

## Palmarès

### En équipe
| - FC Sheriff Tiraspol - Championnat de Moldavie - Champion : 2006 et 2007. |  | - Helsingborgs IF - Supercoupe de Suède - Finaliste : 2007. |

### Distinction personnelle
- Meilleur buteur du championnat suédois avec 14 buts en 2007 (Helsingborgs IF).

## Buts internationaux
|     | Date             | Lieu                                              | Adversaire    | Résultat | Compétition                       |
| --- | ---------------- | ------------------------------------------------- | ------------- | -------- | --------------------------------- |
| 1.  | 7 février 2007   | Stade Robert-Diochon, Rouen, France               | Sénégal       | 1-2      | Match amical                      |
| 2.  | 17 juin 2007     | Stade de l'Amitié, Cotonou, Bénin                 | Togo          | 4-1      | Qualifications CAN 2008           |
| 3.  | 17 juin 2007     | Stade de l'Amitié, Cotonou, Bénin                 | Togo          | 4-1      | Qualifications CAN 2008           |
| 4.  | 21 novembre 2007 | Ohene Djan Stadium, Accra, Ghana                  | Ghana         | 2-4      | Match amical                      |
| 5.  | 25 janvier 2008  | Essipong Sports Stadium, Sékondi, Ghana           | Côte d'Ivoire | 1-4      | CAN 2008                          |
| 6.  | 8 juin 2008      | Stade de l'Amitié, Cotonou, Bénin                 | Ouganda       | 4-1      | Éliminatoires Coupe du monde 2010 |
| 7.  | 8 juin 2008      | Stade de l'Amitié, Cotonou, Bénin                 | Ouganda       | 4-1      | Éliminatoires Coupe du monde 2010 |
| 8.  | 14 juin 2008     | Stade Général Seyni Kountché, Niamey, Niger       | Niger         | 2-0      | Éliminatoires Coupe du monde 2010 |
| 9.  | 20 août 2008     | Complexe Sportif Moulay Abdallah, Rabat, Maroc    | Maroc         | 1-3      | Match amical                      |
| 10. | 7 septembre 2008 | Stade de l'Amitié, Cotonou, Bénin                 | Angola        | 3-2      | Éliminatoires Coupe du monde 2010 |
| 11. | 7 septembre 2008 | Stade de l'Amitié, Cotonou, Bénin                 | Angola        | 3-2      | Éliminatoires Coupe du monde 2010 |
| 12. | 12 octobre 2008  | Nelson Mandela National Stadium, Kampala, Ouganda | Ouganda       | 1-2      | Éliminatoires Coupe du monde 2010 |
| 13. | 19 novembre 2008 | Stade international du Caire, Le Caire, Égypte    | Égypte        | 1-5      | Match amical                      |
| 14. | 7 juin 2009      | Stade de l'Amitié, Cotonou, Bénin                 | Soudan        | 1-0      | Éliminatoires Coupe du monde 2010 |
| 15. | 14 novembre 2009 | Al Merreikh Stadium, Omdourman, Soudan            | Soudan        | 2-1      | Éliminatoires Coupe du monde 2010 |
| 16. | 12 janvier 2010  | Stade National de Ombaka, Benguela, Angola        | Mozambique    | 2-2      | CAN 2010                          |
| 17. | 9 octobre 2010   | Stade Amahoro, Kigali, Rwanda                     | Rwanda        | 0-3      | Qualifications CAN 2012           |
| 18. | 9 février 2011   | Stade du 11 Juin, Tripoli, Libye                  | Libye         | 2-3      | Match amical                      |
| 19. | 3 juin 2012      | Stade de l'Amitié, Cotonou, Bénin                 | Mali          | 1-0      | Éliminatoires Coupe du monde 2014 |
| 20. | 10 juin 2012     | Stade Amahoro, Kigali, Rwanda                     | Rwanda        | 1-1      | Éliminatoires Coupe du monde 2014 |
| 21. | 16 juin 2013     | Stade du 26 mars, Bamako, Mali                    | Mali          | 2-2      | Éliminatoires Coupe du monde 2014 |

## Carrière
| Saison      | Club                | Pays                    | Championnat         | Coupes nationales | Coupes d’Europe        | Sélection Bénin   |
| ----------- | ------------------- | ----------------------- | ------------------- | ----------------- | ---------------------- | ----------------- |
| 2004        | ASJ d'Avrankou      | Première Disivion       | -                   | -                 | -                      | 2 matchs          |
| 2005        | JS Pobé             | Première Disivion       | -                   | -                 | -                      | 2 matchs          |
| 2005 - 2006 | FC Sheriff Tiraspol | Divizia Naţională       | 20 matchs / 6 buts  | -                 | -                      | 4 matchs          |
| 2006 - 2007 | FC Sheriff Tiraspol | Divizia Naţională       | 18 matchs / 3 buts  | -                 | 4 matchs / 1 but (C1)  | 2 matchs          |
| 2006 - 2007 | Helsingborgs IF     | Allsvenskan             | 23 matchs / 14 buts | 1 match           | -                      | 4 matchs / 3 buts |
| 2008        | Helsingborgs IF     | Allsvenskan             | 10 matchs / 2 but   | -                 | 8 matchs / 6 buts (C3) | 7 matchs / 5 buts |
| 2008 - 2009 | Al Nasr             | Première Disivion       | 9 matchs / 4 buts   | -                 | -                      | 7 matchs / 6 buts |
| 2009 - 2010 | FC Metz             | Ligue 2                 | 25 matchs / 2 buts  | 3 matchs          | -                      | 7 matchs / 2 buts |
| 2010 - 2011 | Libre               | -                       | -                   | -                 | -                      | 3 matchs / 2 buts |
| 2010 - 2011 | GAIS                | Allsvenskan             | 13 matchs / 2 buts  | 2 matchs          | -                      | 1 match           |
| 2011        | Syrianska FC        | Allsvenskan             | 6 matchs / 1 but    | -                 | -                      | -                 |
| 2011 - 2012 | Zamalek SC          | Egyptian Premier League | -                   | -                 | -                      | -                 |

Dernière mise à jour le 28 août 2011